# とも路
『とも路』（ともじ）は、荻原美和子の原作を谷口ジローが作画した日本の漫画作品である。

## 概説
内田友司の、後に宗教家となる伊藤文明と出会うまでの半生を描く。

## 初出
真如苑が発行した『法母と出逢う春夏秋冬』2012年春号から2013年春号まで掲載された。

## 単行本
- 『とも路』荻原美和子、双葉社、東京、2014年8月7日。ISBN 978-4-575-30718-4。[3]

## 脚註